# ES La Ciotat
ES La Ciotat là một câu lạc bộ bóng đá Pháp có trụ sở tại thị trấn La Ciotat ở Pháp.

## Lịch sử
Câu lạc bộ ban đầu được thành lập vào năm 1921

## Sân vận động
Câu lạc bộ hiện đang chơi ở sân vận động Stade Jean Bouissou, Boulevard de Clavel, 13600 La Ciotat.  Sân vận động có sức chứa 2200 chỗ ngồi.

## Thành tựu
Nhà vô địch de Provence de DHR 1994-95

## Cựu cầu thủ đáng chú ý
1. Cầu thủ đã thi đấu/huấn luyện trong giải đấu Pháp hoặc bất kỳ nước ngoài nào tương đương với cấp độ này (tức là giải đấu hoàn toàn chuyên nghiệp). 2. Cầu thủ là tuyển thủ quốc gia. 3.Cẩu thủ giữ kỷ lục câu lạc bộ hoặc đã đội trưởng câu lạc bộ.
- Lucien Cossou
- John Maessner
- Curt Onalfo